# Кламски, Анна
А́нна М. Кла́мски (англ. Anna M. Chlumsky, род. 3 декабря 1980) — американская актриса, наиболее известная по роли Эми Брукхаймер в сериале «Вице-президент». Пятикратная номинантка на премию «Эмми».

## Ранняя жизнь
Кламски родилась в Чикаго, штат Иллинойс, в римско-католической семье певицы, актрисы и бывшей стюардессы Нэнси (в девичестве Зунчич) и Фрэнка Кламски-младшего, шеф-повара и саксофониста. Со стороны отца имеет польские корни, а также хорватские и чешские — со стороны матери.

## Карьера

### 1989—1998
Известность Кламски принесла главная роль в фильме 1991 года «Моя дочь» и его сиквеле «Моя дочь 2» 1994 года. Также она сыграла главную роль в семейном фильме «Тайна медвежьей горы» с Кристиной Риччи в 1995 году, который не был успешен в прокате, а также снялась в ещё нескольких проектах.

### 1999—2005: Перерыв в актёрской карьере
Кламски училась в Чикагском университете по специальности международных исследований, который окончила в 2002 году. После выпуска некоторое время работала в компании «Zagat Survey», специализирующейся на отзывах о ресторанах, а также помощником редактора в издательстве «HarperCollins». Вскоре осознав, что работа не приносит ей никакого удовольствия, Кламски решила вернуться к работе актрисы и прошла формальное обучение в театральной школе на Манхэттене.

### 2006-настоящее время
В 2007 году Кламски, спустя десятилетнее отсутствие на экранах появилась в эпизоде сериала «Студия 30», а после продолжила сниматься на телевидении и в независимых фильмах. В 2008 году она дебютировала на театральной сцене в постановке Филипа Сеймура Хоффмана «Безусловная».
Начиная с 2012 года она исполняет роль Эми Брукхаймер, помощницы героини Джулии Луи-Дрейфус, в телесериале «Вице-президент». Эта роль принесла Кламски пять номинаций на премию «Эмми» в категории «Лучшая актриса второго плана в комедийном сериале».

## Личная жизнь
8 марта 2008 года Кламски вышла замуж за военнослужащего Шона Со, с которым познакомилась во время обучения в Чикагском университете. У супругов есть две дочери — Пенелопа Джоан (род. 11 июля 2013) и Клара Элизабет (род. 28 июля 2016).

## Фильмография

### Кино
| Год  | Название на русском             | Название на английском                    | Роль                        | Примечания             |
| ---- | ------------------------------- | ----------------------------------------- | --------------------------- | ---------------------- |
| 1989 | Дядюшка Бак                     | Uncle Buck                                | школьница                   |                        |
| 1991 | Моя дочь                        | My Girl                                   | Вэйда Маргарет Сальтенфусс  |                        |
| 1994 | Моя дочь 2                      | My Girl 2                                 | Вэйда Маргарет Сальтенфусс  |                        |
| 1994 | Ищу маму                        | Trading Mom                               | Элизабет Мартин             |                        |
| 1995 | Тайна медвежьей горы            | Gold Diggers: The Secret of Bear Mountain | Джоди Салерно               |                        |
| 2005 | Ждать                           | Wait                                      | Кара                        | Короткометражный фильм |
| 2007 | Безумный гонщик                 | Blood Car                                 | Лоррейн                     |                        |
| 2008 | Подслушивать                    | Eavesdrop                                 | Челси                       |                        |
| 2009 | В петле                         | In the Loop                               | Лиза Уэлд                   |                        |
| 2009 | Хороший парень                  | The Good Guy                              | Лиза                        |                        |
| 2009 | —                               | My Sweet Misery                           | Хлоя                        |                        |
| 2010 | —                               | Civil Unions: A Love Story                |                             | Короткометражный фильм |
| 2011 | Таблетка                        | The Pill                                  | Нелли                       |                        |
| 2013 | —                               | Prez                                      | миссис Шелби                | Короткометражный фильм |
| 2013 | Советы о дружбе от Берта и Арни | Bert and Arnie’s Guide to Friendship      | Сабрина                     |                        |
| 2014 | —                               | Floating Sunflowers                       | Джун                        | Короткометражный фильм |
| 2015 | Конец тура                      | The End of the Tour                       | Сара                        |                        |
| 2019 | Хала                            | Hala                                      | Шеннон                      |                        |
| 2022 | Они/их                          | They/Them                                 | Молли Эриксон / Энджи Фелпс |                        |

### Телевидение
| Год        | Название на русском                 | Название на английском            | Роль                            | Примечания                                   |
| ---------- | ----------------------------------- | --------------------------------- | ------------------------------- | -------------------------------------------- |
| 1997       | Желание ребёнка                     | A Child’s Wish                    | Мисси Чендлер                   | Телевизионный фильм                          |
| 1997       | —                                   | Miracle in the Woods              | Gina Weatherby / Field Pea      | Телевизионный фильм                          |
| 1998       | Купидон                             | Cupid                             | Джилл                           | Эпизод: «Meat Market»                        |
| 1998       | Завтра наступит сегодня             | Early Edition                     | Меган Кларк                     | Эпизод: «Teen Angels»                        |
| 2007       | Студия 30                           | 30 Rock                           | Лиз Лемлер                      | Эпизод: «The Fighting Irish»                 |
| 2007       | 8 дней в неделю                     | Eight Days a Week                 | Райли МакГанн                   | Невышедший сериал                            |
| 2007; 2010 | Закон и порядок                     | Law & Order                       | Мэри Кельвин; Лиза Кляйн        | Эпизоды: «Charity Case»; «Innocence»         |
| 2009       | —                                   | House Rules                       | Скотти Фишер                    | Телевизионный фильм                          |
| 2009       | Купидон                             | Cupid                             | Джози                           | 4 эпизода                                    |
| 2009       | Мальчики из календаря               | 12 Men of Christmas               | Джен Лукас                      | Телевизионный фильм                          |
| 2010       | Тайные связи                        | Covert Affairs                    | Вивьен Лонг                     | Эпизод: «I Can’t Quit You, Baby»             |
| 2010       | Квинн-таплетс                       | The Quinn-tuplets                 | Рэйчел Куинн                    | Телевизионный фильм                          |
| 2011       | Тушите свет                         | Lights Out                        | Чарли                           | Эпизоды: «The Shot», «Head Games»            |
| 2011       | Три недели, трое детей              | Three Weeks, Three Kids           | Дженнифер Миллс                 | Телевизионный фильм                          |
| 2011       | Белый воротничок                    | White Collar                      | агент Мелисса Мэттьюс           | Эпизоды: «Where There’s a Will», «Countdown» |
| 2012-2019  | Вице-президент                      | Veep                              | Эми Брукхаймер                  | Постоянная роль, 65 эпизодов                 |
| 2012       | Армейские жёны                      | Army Wives                        | Джессика Андерсон               | Эпизод: «Tough Love»                         |
| 2012       | Закон и порядок: Специальный корпус | Law & Order: Special Victims Unit | Джослин Пейли                   | Эпизод: «Twenty-Five Acts»                   |
| 2013-2014  | Ганнибал                            | Hannibal                          | Мириам Ласс                     | 4 эпизода                                    |
| 2016       | Робоцып                             | Robot Chicken                     | Келли / медсестра (озвучивание) | Эпизод: «Western Hay Batch»                  |
| 2017       | Остановись и гори                   | Halt and Catch Fire               | доктор Кейти Херман             | Повторяющаяся роль, 5 эпизодов               |
| 2021       | Ох уж эти детки!                    | Rugrats                           | Шарлотт Пиклз (озвучивание)     | Основная роль                                |
| 2022       | Изобретая Анну                      | Inventing Anna                    | Вивиан Кент                     | Основная роль                                |